# گود هوپ، ایلینوی
گود هوپ (به انگلیسی: Good Hope) یک روستا در ایالات متحده آمریکا است که در ایلینوی واقع شده‌است. گود هوپ ۰٫۷۶ کیلومتر مربع مساحت و ۳۹۶ نفر جمعیت دارد.